# Thomisus kitamurai
Thomisus kitamurai es una especie de araña cangrejo del género Thomisus, familia Thomisidae. Fue descrita científicamente por Nakatsudi en 1943.

## Distribución
Esta especie se encuentra en Japón.